# Karl-Adolf Hollidt
Karl-Adolf Hollidt (28. dubna 1891, Špýr – 22. května 1985, Siegen ve Vestfálsku) byl generálplukovník německého Wehrmachtu.

## Kariéra

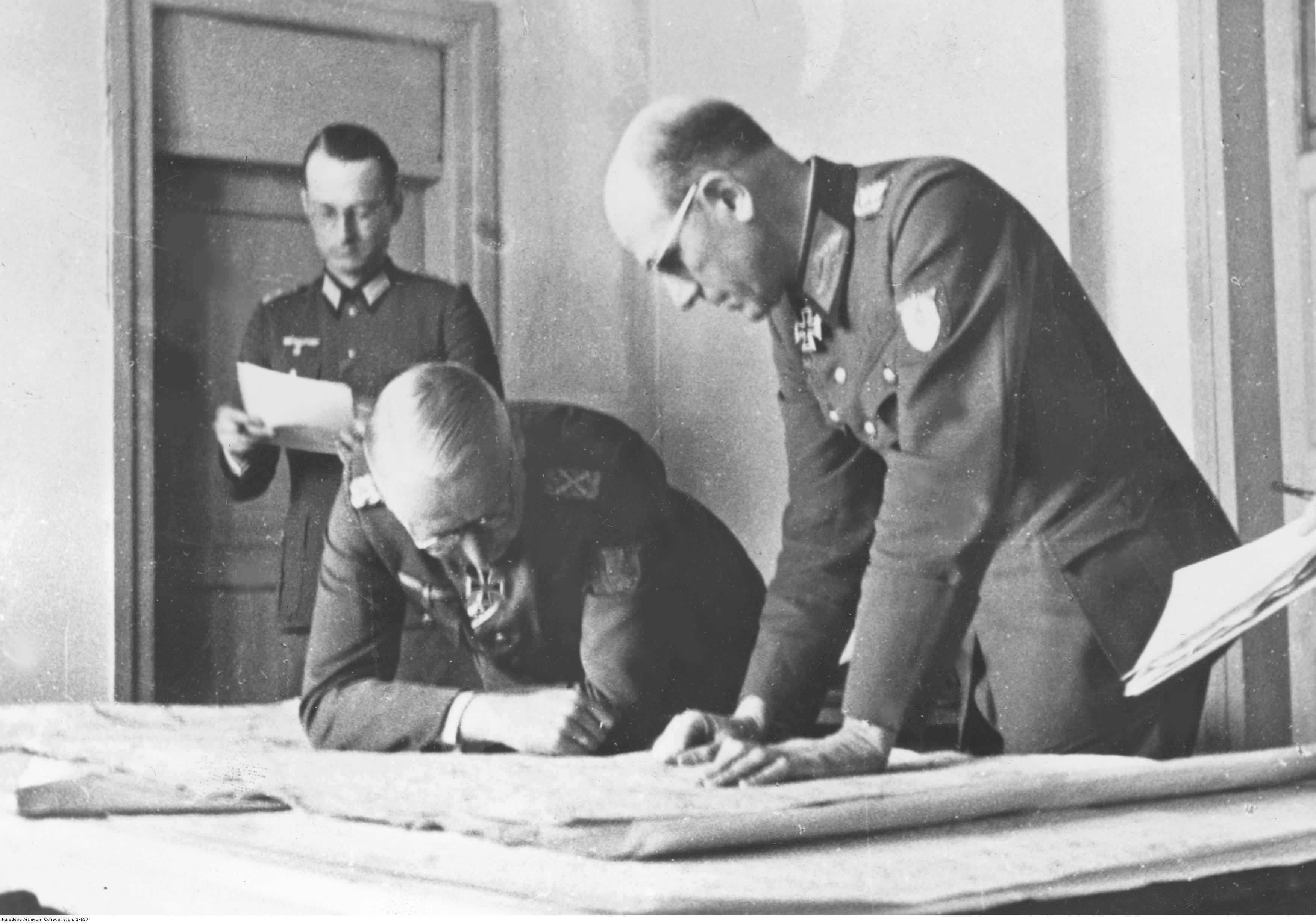
Konference německých velitelů na východní frontě. Nad mapou se naklání maršál Erich von Manstein, vedle něj generál Karl Adolf Hollidt.

Do Německé císařské armády vstoupil v roce 1909. V první světové válce sloužil jako nižší důstojník u pěchoty. Po válce zůstal v Reichswehru, kde zastával nižší velitelské funkce. V dvacátých letech působil v ústředních vojenských institucích a ve vyšších štábech. Od prosince 1933 velel praporu a v březnu 1935 se stal náčelníkem štábu vojenské oblasti velení 1 a od října téhož roku, do listopadu 1938 byl na stejné funkci u I. armádního sboru. Zároveň se podílel na plánu Červeno-Zelený "Fall Rot-Grün"(obsazení Československého pohraničí) jako náčelník plánovačů při štábů vrchního velení. Koncem roku 1938 je mu svěřeno velení nad 52. pěší divizí, u které zůstává až do začátku 2. světové války.
V průběhu polské kampaně byl v září jmenován náčelníkem štábu 5. armády a po jejím skončení se v říjnu stal náčelníkem štábu Hlavního velitelství Východ. Během bitvy o Francii, byl v polovině května 1940 jmenován opět do funkce náčelníka štábu u 9. armády. Od října téhož roku velí 50. pěší divizi, se kterou se účastní Operace Barbarossa pod 11. armádou na jižní Ukrajině a později na Krymu pod von Mansteinem.
V lednu 1942 byl jmenován velitelem XVII. armádního sboru u Skupiny armád B (von Weichs), u kterého zůstal s přestávkou až do 23. listopadu, kdy bylo z velitelství jeho sboru, vytvořeno velitelství armádní skupiny Hollidt pod Skupinou armád Don (von Manstein). Tato armádní skupina sdružila zbytky rumunských a německých vojsk, na západní straně od ohbí řeky Don, po sovětské Operaci Uran. Právě jeho armádní skupina byla určena spolu s 4. tankovou armádou (Hoth), k osvobození 6. armády u Stalingradu, ale nedostatečná síla a pokračující nápor na úseku jeho skupiny, zcela znemožnila přejít koncem roku 1942 do ofenzívy. Již v lednu 1943, byla jeho skupina nucena ustupovat dále na západ aby ji nestihl podobný osud jako obklíčenou Paulusovu armádu. 6. března, víc než měsíc po skončení bitvy u Staligradu, byla skupina armád Hollidt přejmenována na novou 6. armádu. Během bojů na východní Ukrajině v první polovině roku 1943 bránila 6. armáda úsek u Azovského moře na řece Mius. Později byla jeho armáda přesunuta pod Skupinu armád A (von Kleist), kde bránila dolní tok Dněpru a přístupy na Krymský poloostrov, při kterých armáda opět utrpěla těžké ztráty v zimě 43-44.
Sám Hollidt se nechal z velení armády 22. listopadu 1943 uvolnit na zdravotní dovolenou a po uzdravení přešel v dubnu 1944 do zálohy OKH. Od února 1945 zastával organizační funkce v západním Německu, kde byl v Ruhrské kapse zajat v dubnu Američany. Po válce byl v roce 1948 souzen v procesu s vrchním velením, za válečné zločiny a odsouzen na pět let, ale již 22. prosince 1949 byl propuštěn.

## Povýšení & Vyznamenání
Data povýšení
- Fahnenjunker-Unteroffizier – 25. listopad 1909
- Fähnrich – 22. březen 1910
- Poručík – 16. listopad 1910
- Nadporučík – 22. březen 1915
- Kapitán – 22. březen 1918
- Major – 1. únor 1930
- Podplukovník – 1. únor 1932
- Plukovník – 1. leden 1935
- Generálmajor – 1. duben 1938
- Generálporučík – 1. duben 1940
- Generál pěchoty – 1. únor 1942
- Generálplukovník – 1. září 1943

Vyznamenání
- Železný kříž II. třídy – 9. září 1914
- Železný kříž I. třídy – 18. říjen 1916
- Spona k železnému kříži II. třídy – 30. květen 1940
- Spona k železnému kříži I. třídy – 7. červen 1940
- Rytířský kříž – 8. září 1941
- Medaile za východní frontu – 1942
- Medaile Krymský štít – 1942
- Královský rumunský řád Michaela udatného, III. třídy – 19. září 1942
- Rytířský kříž s dubovou ratolestí – 17. květen 1943